# Marcos Alonso Peña
Marcos Alonso Peña (ur. 1 października 1959 w Santander, zm. 9 lutego 2023 w Madrycie) – hiszpański piłkarz, grał na pozycji pomocnika, reprezentant kraju.

## Kariera piłkarska
Marcos urodził się w Santander w Kantabrii. Po nieudanym pobycie w akademii Realu Madryt zadebiutował w lidze w wieku 17 lat w drużynie Racing Santander, z miasta swojego pochodzenia.
Od 1979 występował w Atlético Madryt, w którym przez 3 lata strzelił 10 bramek w 90 ligowych występach. FC Barcelona zapłaciła za jego usługi w 1982 150 milionów peset. W swoim pierwszym roku strzelił sześć goli w 30 meczach w lidze, a także strzelił gola głową przeciwko Realowi Madryt w finale Pucharu Króla, który zakończył się zwycięstwem Blaugrany 2:1.
Marcos był także jednym z czterech zawodników Barcelony, którzy nie wykorzystali rzutu karnego w finale Pucharu Europy 1985/86 przeciwko Steaua Bukareszt. W 1987 powrócił do Atlético Madryt, a ostatnie dwa sezony kariery piłkarskiej spędził w Logroñés i macierzystym Racing Santander, w którym w 1991 zakończył przygodę z piłką. 
| Sezon   | Klub             | Kraj      | Rozgrywki          | Mecze | Bramki |
| ------- | ---------------- | --------- | ------------------ | ----- | ------ |
| 1977/78 | Racing Santander | Hiszpania | Primera División   | 17    | 1      |
| 1978/79 | Racing Santander | Hiszpania | Primera División   | 34    | 4      |
| 1979/80 | Atlético Madryt  | Hiszpania | Primera División   | 29    | 1      |
| 1980/81 | Atlético Madryt  | Hiszpania | Primera División   | 32    | 4      |
| 1981/82 | Atlético Madryt  | Hiszpania | Primera División   | 29    | 5      |
| 1982/83 | FC Barcelona     | Hiszpania | Primera División   | 30    | 6      |
| 1983/84 | FC Barcelona     | Hiszpania | Primera División   | 34    | 12     |
| 1984/85 | FC Barcelona     | Hiszpania | Primera División   | 18    | 4      |
| 1985/86 | FC Barcelona     | Hiszpania | Primera División   | 16    | 5      |
| 1986/87 | FC Barcelona     | Hiszpania | Primera División   | 26    | 1      |
| 1987/88 | Atlético Madryt  | Hiszpania | Primera División   | 26    | 2      |
| 1988/89 | Atlético Madryt  | Hiszpania | Primera División   | 3     | 0      |
| 1989/90 | CD Logroñés      | Hiszpania | Primera División   | 8     | 1      |
| 1990/91 | Racing Santander | Hiszpania | Segunda División B | 7     | 3      |

## Kariera reprezentacyjna
Karierę reprezentacyjną rozpoczął 25 marca 1981 w meczu przeciwko Anglii, wygranym 2:1. W 1984 został powołany przez trenera Miguela Muñoza na Mistrzostwa Europy 1984. Podczas turnieju pełnił rolę zawodnika rezerwowego. 
Ostatni mecz w drużynie narodowej Marcos Alonso rozegrał 25 września 1985. Przeciwnikiem była Islandia, a spotkanie zakończyło się zwycięstwem La Furia Roja 2:1. Łącznie Marcos Alonso w latach 1981–1985 zagrał w 22 spotkaniach w barwach Hiszpanii, w których strzelił jedną bramkę. 
| Mecze i gole w reprezentacji | Mecze i gole w reprezentacji | Mecze i gole w reprezentacji | Mecze i gole w reprezentacji | Mecze i gole w reprezentacji | Mecze i gole w reprezentacji | Mecze i gole w reprezentacji |
| #                            | Data                         | Miasto                       | Przeciwnik                   | Gol                          | Wynik                        | Rozgrywki                    |
| ---------------------------- | ---------------------------- | ---------------------------- | ---------------------------- | ---------------------------- | ---------------------------- | ---------------------------- |
| 1.                           | 25.03.1981                   | Londyn                       | Anglia                       |                              | 2:1                          | towarzyski                   |
| 2.                           | 15.04.1981                   | Walencja                     | Węgry                        |                              | 0:3                          | towarzyski                   |
| 3.                           | 20.06.1981                   | Porto                        | Portugalia                   |                              | 0:2                          | towarzyski                   |
| 4.                           | 23.06.1981                   | Meksyk                       | Meksyk                       |                              | 3:1                          | towarzyski                   |
| 5.                           | 28.06.1981                   | Caracas                      | Wenezuela                    |                              | 2:0                          | towarzyski                   |
| 6.                           | 02.07.1981                   | Bogota                       | Kolumbia                     |                              | 1:1                          | towarzyski                   |
| 7.                           | 05.07.1981                   | Santiago                     | Chile                        |                              | 1:1                          | towarzyski                   |
| 8.                           | 14.10.1981                   | Walencja                     | Luksemburg                   |                              | 3:0                          | towarzyski                   |
| 9.                           | 18.11.1981                   | Łódź                         | Polska                       |                              | 3:2                          | towarzyski                   |
| 10.                          | 27.10.1982                   | Malaga                       | Islandia                     |                              | 1:0                          | El. ME 1984                  |
| 11.                          | 17.11.1982                   | Dublin                       | Irlandia                     |                              | 3:3                          | El. ME 1984                  |
| 12.                          | 16.02.1983                   | Sewilla                      | Holandia                     |                              | 1:0                          | El. ME 1984                  |
| 13.                          | 27.04.1983                   | Saragossa                    | Irlandia                     |                              | 2:0                          | El. ME 1984                  |
| 14.                          | 15.05.1983                   | Attard                       | Malta                        |                              | 3:2                          | El. ME 1984                  |
| 15.                          | 05.10.1983                   | Paryż                        | Francja                      |                              | 1:1                          | towarzyski                   |
| 16.                          | 16.11.1983                   | Rotterdam                    | Holandia                     |                              | 1:2                          | El. ME 1984                  |
| 17.                          | 21.12.1983                   | Sewilla                      | Malta                        |                              | 12:1                         | El. ME 1984                  |
| 18.                          | 29.02.1984                   | Luksemburg                   | Luksemburg                   |                              | 1:0                          | towarzyski                   |
| 19.                          | 26.05.1984                   | Genewa                       | Szwajcaria                   |                              | 4:0                          | towarzyski                   |
| 20.                          | 26.05.1985                   | Cork                         | Irlandia                     |                              | 0:0                          | towarzyski                   |
| 21.                          | 12.06.1985                   | Reykjavík                    | Islandia                     | Gol                          | 2:1                          | El. MŚ 1986                  |
| 22.                          | 25.09.1985                   | Sewilla                      | Islandia                     |                              | 2:1                          | El. MŚ 1986                  |

## Kariera trenerska
Karierę trenerską rozpoczął w 1995 w klubie Rayo Vallecano. Rok później przejął pierwszą drużynę Racing Santander. 
W kolejnych latach trenował także Sevillę (1998–2000), Atlético Madryt (2000–2001), Real Saragossa (2002), Real Valladolid (2005–2006), Malagę (2006) i Granadę (2008).

## Sukcesy
Hiszpania
- Mistrzostwa Europy (1): 1984 (2. miejsce)

FC Barcelona
- Mistrzostwo Primera División (1): 1984/85
- Finał Pucharu Europy (1): 1985/86
- Puchar Króla (1): 1982/83
- Finał Pucharu Króla (2): 1983/84, 1985/86
- Superpuchar Hiszpanii (1): 1983
- Finał Superpucharu Hiszpanii (1): 1985
- Copa de la Liga (1): 1983

## Życie prywatne
Ojciec Alonso, Marcos Alonso Imaz, również był piłkarzem, który reprezentował Real Madryt w latach pięćdziesiątych i sześćdziesiątych XX wieku. Jego syn Marcos Alonso Mendoza także jest reprezentantem Hiszpanii, zawodnikiem m.in. Chelsea czy Barcelony.
Alonso zmarł 9 lutego 2023 w wieku 63 lat na raka.